# George Hay (évêque)
Pour les articles homonymes, voir George Hay et Hay.
George Hay (Édimbourg, 24 août 1729 - 15 octobre 1811) est un évêque et un théologien catholique écossais. Il fut vicaire apostolique de l'ancien archidiocèse de Saint Andrews et Édimbourg (Vicar apostolic of the Lowland District) et évêque titulaire de Daulis (de).

## Biographie
George Hay est né dans une famille presbytérienne. Il a d'abord fait des études de médecine.
Vers l'âge de 20 ans, il se convertit au catholicisme et, quelque temps plus tard, il décida de devenir prêtre. Il se rendit à Rome, où il se forma au Collège des Écossais. Le 2 avril 1758, il fut ordonné prêtre. Il retourna en Écosse, où il travailla aux côtés de James Grant, alors coadjuteur du vicaire apostolique du Lowland District. En août 1767, James Grant devint vicaire apostolique en titre et, le 5 octobre 1768, George Hay fut nommé son coadjuteur – et en même temps évêque titulaire de Daulis (de); le 21 mai 1769, il reçut la consécration épiscopale. À la mort de Grant, il lui succéda automatiquement, le 3 mai 1778. Il démissionna le 24 août 1805.

## Œuvre théologique
Il publia entre 1781 et 1786 une trilogie théologique qui fit sa réputation : The Sincere Christian, The Devout Christian et The Pious Christian.
Son traité sur les miracles (The Scripture Doctrine of Miracles, Londres, J. P. Coghlan, 1775) fut édité dans une traduction française en 1808 par l'abbé Hémey d'Auberive sous le titre La Doctrine de l'Écriture sur les miracles.
Il publia aussi la première Bible catholique en anglais imprimée en Écosse.

## Sources bibliographiques
- (en) Sir Sidney Lee, Dictionary of National Biography, Macmillan, 1891, p. 261 [présentation en ligne].
- (en) William Maziere Brady, The Episcopal Succession in England, Scotland and Ireland, A.D. 1400 to 1875, vol. 3, Rome, Tipografia Della Pace, 1876, p. 461–462.